# クロストリジウム目
クロストリジウム目（Clostridiales）とは、クロストリジウム綱に属する偏性嫌気性のグラム陽性菌の目である。クロストリジウム目細菌群は、主要な腸内細菌群の一種となっている。クロストリジウム目細菌群が腸管内で産生する酪酸が、制御性T細胞の分化誘導を担う免疫修飾因子となっている。
かつてのクロストリジウム目は、ユーバクテリウム目と呼ばれている。